# 诸福棠
诸福棠（1899年11月28日—1994年1月23日），江苏无锡人，中国医学家。曾任北京儿童医院教授、名誉院长。

## 生平
1927年毕业于北京协和医学院。1931年赴美进修，在美国纽约州立大学获博士学位。1942年邀集吴瑞萍、邓金鍌合办北平私立儿童医院。1954年9月，他出席第一届全国人大第一次会议讨论宪法草案，期间并发言。1955年聘为中国科学院院士学部委员。